# Befang
Die Sprache Befang (auch menchum, bifang, beba-befang, biba-bifang; ISO 639-3: bby) ist eine der Sprachen Kameruns und wird als bantoide Grasland-Sprache von insgesamt 3.000 Personen aus der Volksgruppe der Menchum in der Kameruner Region Nordwest gesprochen.
Das Menchum hat verschiedene Dialekte: modele (beekuru, iku, aku, usheida, modelle, modeli, idele, ambabiko), ushaku (mukuru, mokuru), befang (ge, beba-befang, bifang, abefang), bangui (bangwe, bangwi), obang und okomanjang (okoromandjang).